# اتحادیه جهانی ورزش دوگانه
اتحادیه جهانی ورزش دوگانه (انگلیسی: International Biathlon Union) نهاد اداره‌کننده مسابقات ورزش دوگانه در سطح جهان است.
این سازمان در سال ۱۹۹۳ تأسیس شده و مقر آن زالتسبورگ، اتریش است.